# Ambrosino&sato
ambrosino&satoはイタリアに拠点をおくプロダクトデザインユニット。ドメニコ・アンブロジーノと佐藤まどかの二人が中心になって、小物から家具・内装にいたるまで様々な分野でデザイン活動をしている。イタリアと日本で展覧会多数。
アンロジーノはミラノ工科大学で都市建築を学び、当時ミラノ・ドムスアカデミーマスターコースでデザインを学んでいた佐藤と意気投合し、卒業後にデザインユニットetazooを結成した。
ミラノの伊藤忠ファッションシステムの内装デザインなど、内装プロジェクトからプロダクトデザイン・ファニチャーデザインなど様々なデザインを展開した。オムロン電動歯ブラシ（構造も開発・Good design賞選定）など、画期的な機構を得意とするデザインスタジオ。
2000年にはユニット名をambrosino&satoに改名、ミラノサローネサテリテに参加。オリジナルの家具ブランドambrosino&satoをトライアル発表した。現在は同ブランドのほか、イタリアや日本のメーカーのプロダクトデザインを手がけている。イタリア国内外40誌以上に作品が掲載されている。